# Znamyanka
Znamyanka (ukrainska: Знам'янка lyssna (fil), ryska: Знаменка) är en stad i Kirovohrad oblast i centrala Ukraina. Staden är belägen cirka 40 kilometer nordost om Kropyvnytskyj.